# Haydeé Gastelú
Haydée Gastelú de García Buelas (San Justo, Provincia de Buenos Aires, 18 de noviembre de 1928 - 20 de diciembre de 2022), conocida como Haydeé Gastelú, fue una activista argentina, una de las madres fundadoras de Madres de Plaza de Mayo.

## Biografía

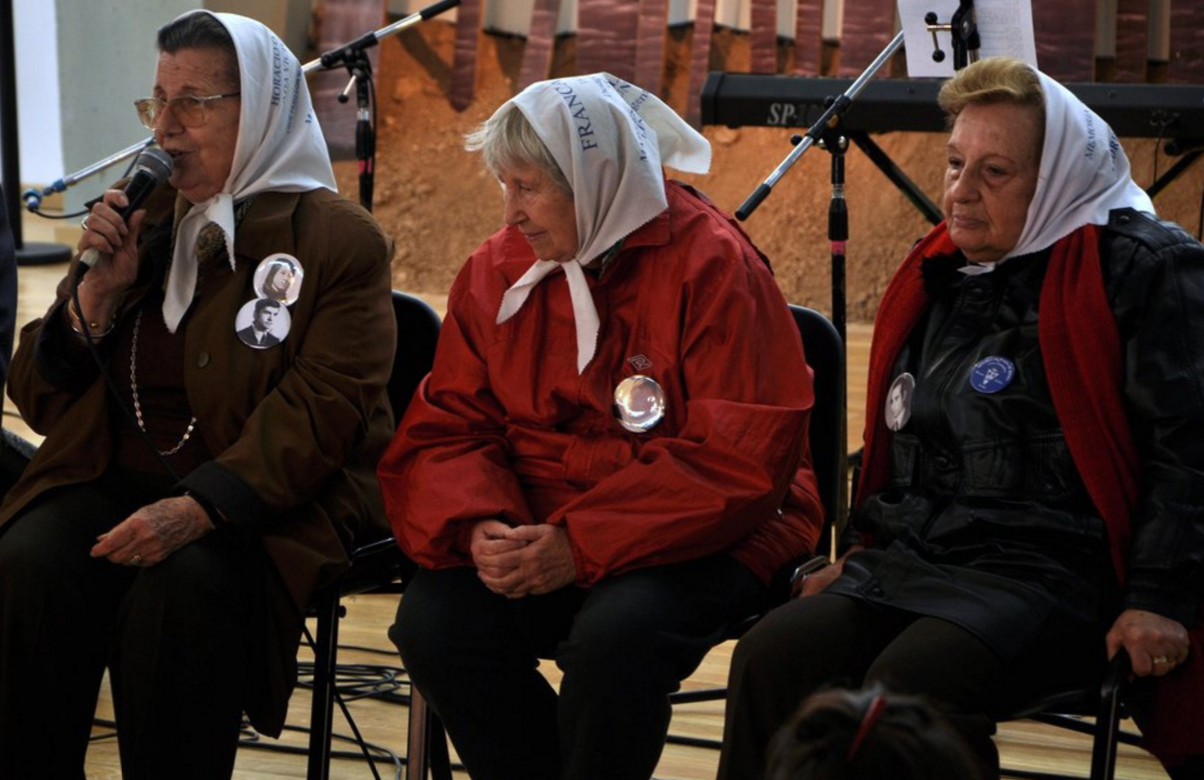
Haydeé García Gastelú junto con Vera Jarach y Carmen Lorefice, otras dos Madres de Línea-fundadora, durante una reunión

Se casó con Óscar García Buela, contador público nacional, y tuvieron tres hijos: Alicia Ester, Horacio Óscar y Diego Fernando. Luego de la desaparición de su hijo Horacio, Haydeé fue una de las catorce mujeres que se reunieron por primera vez en la Plaza de Mayo, el 30 de abril de 1977. Con Azucena Villaflor de De Vincenti como líder, iniciaron así las reuniones las madres con María Adela Gard de Antokoletz, Kety Neuhaus, María Ponce de Bianco y otras ocho. Doce de aquellas catorce madres ya fallecieron. Quedan Mirta Acuña de Baravalle y Haydeé, quien a día de hoy sigue unida a las Madres de Plaza de Mayo – Línea Fundadora. Al recordar las primeras marchas en Plaza de Mayo, Haydeé dijo que sentían «mucho miedo y soledad [...] Se llevaron hasta a las Madres porque lo que más les molestaba era esa presencia silenciosa. La desaparición de Azucena Villaflor nos llenó de tristeza pero nos unió más y nos marcó que el nuestro era el verdadero camino, porque nosotras lo que buscábamos era memoria, verdad y justicia».
Cuando Haydeé supo que su hijo había muerto en la masacre de Fátima, en la que se dinamitaron 30 cuerpos entre el 19 y el 20 de agosto de 1976, dijo: «¡Qué alegría! ¡qué poquito tiempo de sufrimiento! días, nomás. Y con cada cosa que me decían yo me iba alegrando, y pensaba ‘sufrió poquito”». La recuperación de la historia de su hijo le permitió hacer un «proceso de reparación». Haydeé hacía cosas de madre: decía que, para ella, aunque sabía que su hijo había sufrido, no eran lo mismo tres años que diez días de tormento. Al terminar, pidió disculpas por si su discurso había resultado demasiado casero.

### Actividades
En 2010, Haydée Gastelú, junto al entonces secretario de Cultura de la Nación, inauguró el programa de derechos humanos en el ex Centro Clandestino de Detención El Olimpo, con una muestra que las Madres habían realizado 15 años antes.
En la serie El futuro es nuestro, que relata la historia de los estudiantes desaparecidos del Colegio Nacional de Buenos Aires, declarada de Interés para la promoción y defensa de los Derechos Humanos, entre otros hechos cuenta el encuentro de Haydeé con Vera Jarach (mamá de Franca) en las primeras marchas de las Madres de Plaza de Mayo.
En la Feria del Libro 2015, se presentó Las viejas, donde las Madres de Playa de Mayo repasan la lucha en la búsqueda de sus hijos desaparecidos. La compilación, realizada por la escritora Virginia Giannoni, se basa en los relatos y memorias de las mujeres que desafiaron a la última dictadura cívico militar. Haydeé comentó: «Recuerdo el día que me dieron el borrador. Lo leía y me reía, porque cada una se expresó como es. Este libro es un mural: un mural pintado por cada una de las Madres».
Falleció el 20 de diciembre de 2022, a la edad de 94 años.

## Horacio Óscar García Gastelú
Había nacido en la ciudad de Buenos Aires, el 25 de abril de 1955. Fue secuestrado en la localidad de Banfield el 7 de agosto de 1976 y retenido ilegalmente en la Superintendencia de Seguridad Federal (también conocida como Coordinación Federal). Fue asesinado en el episodio conocido como la Masacre de Fátima el 20 de agosto de 1976. Al momento de su muerte tenía 21 años de edad.
En el año 1999 sus restos fueron identificados por el Equipo Argentino de Antropología Forense.
Los responsables de la masacre de Fátima cumplen cadena perpetua en una cárcel común.